# Double concerto pour clavecin, piano et deux orchestres de chambre
Le Double concerto pour clavecin, piano et deux orchestres de chambre est une vaste œuvre concertante pour deux solistes et deux orchestres d'Elliott Carter. Composé en 1961 pour une commande de la Fondation Fromm, il est créé le 6 septembre 1961 à New York sous la direction de Gustav Meier avec Ralph Kirkpatrick au clavecin et Charles Rosen au piano.

## Analyse et structure de l'œuvre
Les deux orchestres sont conduits chacun par un soliste et s'opposent musicalement avec chacun leur propre groupe d'intervalles. D'un côté le clavecin avec la flûte, cor, trompette, trombone, violon, contrebasse et deux percussions, de l'autre, le piano avec hautbois, clarinette, basson, cor, violon, violoncelle et deux percussions.
De plus le groupe clavecin utilise des secondes et tierces mineures, quartes justes et augmentées, des sixtes, des septièmes et neuvième mineures.
Le groupe piano utilise des secondes et tierces majeures, quintes justes, sixtes,  septième et neuvièmes majeures.
1. Introduction
2. Cadence pour clavecin
3. Allegro scherzando
4. Adagio
5. Presto
6. Cadence pour piano
7. Coda

- Durée d'exécution: vingt cinq minutes.

## Source
- François-René Tranchefort, guide de la musique symphonique éd. Fayard 1986 p.160  (ISBN 2-213-01638-0)